# أوليسوند
أوليسوند (باللغة النرويجية: Ålesund)، هي مدينة وبلدية في مقاطعة موره ورومسدال في النرويج، وهي جزء من منطقة سونموره التقليدية ومركز لمنطقة أوليسوند، ولديها ميناء بحري.

## المناخ
يظهر الجدول التالي التغييرات المناخية على مدار السنة لأوليسوند:
| البيانات المناخية لـأوليسوند      | البيانات المناخية لـأوليسوند | البيانات المناخية لـأوليسوند | البيانات المناخية لـأوليسوند | البيانات المناخية لـأوليسوند | البيانات المناخية لـأوليسوند | البيانات المناخية لـأوليسوند | البيانات المناخية لـأوليسوند | البيانات المناخية لـأوليسوند | البيانات المناخية لـأوليسوند | البيانات المناخية لـأوليسوند | البيانات المناخية لـأوليسوند | البيانات المناخية لـأوليسوند | البيانات المناخية لـأوليسوند |
| الشهر                             | يناير                        | فبراير                       | مارس                         | أبريل                        | مايو                         | يونيو                        | يوليو                        | أغسطس                        | سبتمبر                       | أكتوبر                       | نوفمبر                       | ديسمبر                       | المعدل السنوي                |
| --------------------------------- | ---------------------------- | ---------------------------- | ---------------------------- | ---------------------------- | ---------------------------- | ---------------------------- | ---------------------------- | ---------------------------- | ---------------------------- | ---------------------------- | ---------------------------- | ---------------------------- | ---------------------------- |
| متوسط درجة الحرارة الكبرى °م (°ف) | 5.5 (41.9)                   | 6 (43)                       | 6.5 (43.7)                   | 7 (45)                       | 11 (52)                      | 14 (57)                      | 15 (59)                      | 16 (61)                      | 13 (55)                      | 11 (52)                      | 7 (45)                       | 5 (41)                       | 9.8 (49.6)                   |
| المتوسط اليومي °م (°ف)            | 3 (37)                       | 3.5 (38.3)                   | 4.0 (39.2)                   | 4.5 (40.1)                   | 8.5 (47.3)                   | 11.5 (52.7)                  | 12.5 (54.5)                  | 13.5 (56.3)                  | 11 (52)                      | 8.5 (47.3)                   | 5 (41)                       | 3 (37)                       | 7.4 (45.2)                   |
| متوسط درجة الحرارة الصغرى °م (°ف) | 1 (34)                       | 1 (34)                       | 1.5 (34.7)                   | 2 (36)                       | 6 (43)                       | 9 (48)                       | 10 (50)                      | 11 (52)                      | 9 (48)                       | 6 (43)                       | 3 (37)                       | 1.9 (35.4)                   | 5.1 (41.3)                   |
| الهطول مم (إنش)                   | 106 (4.2)                    | 88 (3.5)                     | 89 (3.5)                     | 73 (2.9)                     | 54 (2.1)                     | 65 (2.6)                     | 83 (3.3)                     | 107 (4.2)                    | 174 (6.9)                    | 171 (6.7)                    | 158 (6.2)                    | 142 (5.6)                    | 1٬310 (51.7)                 |
| المصدر: met.no                    |                              |                              |                              |                              |                              |                              |                              |                              |                              |                              |                              |                              |                              |

## الاقتصاد
تمتلك أوليسوند ميناء الصيد الأكثر أهمية في النرويج. أسطول الصيد في المدينة هو واحد من أكثر الأساطيل حداثة في أوروبا. تشتهر أوليسوند والمناطق المحيطة بها أيضا بصناعة الأثاث الكبير. كما يتم تصنيع بعض الأدوات المنزلية المعروفة هنا.

## معرض صور

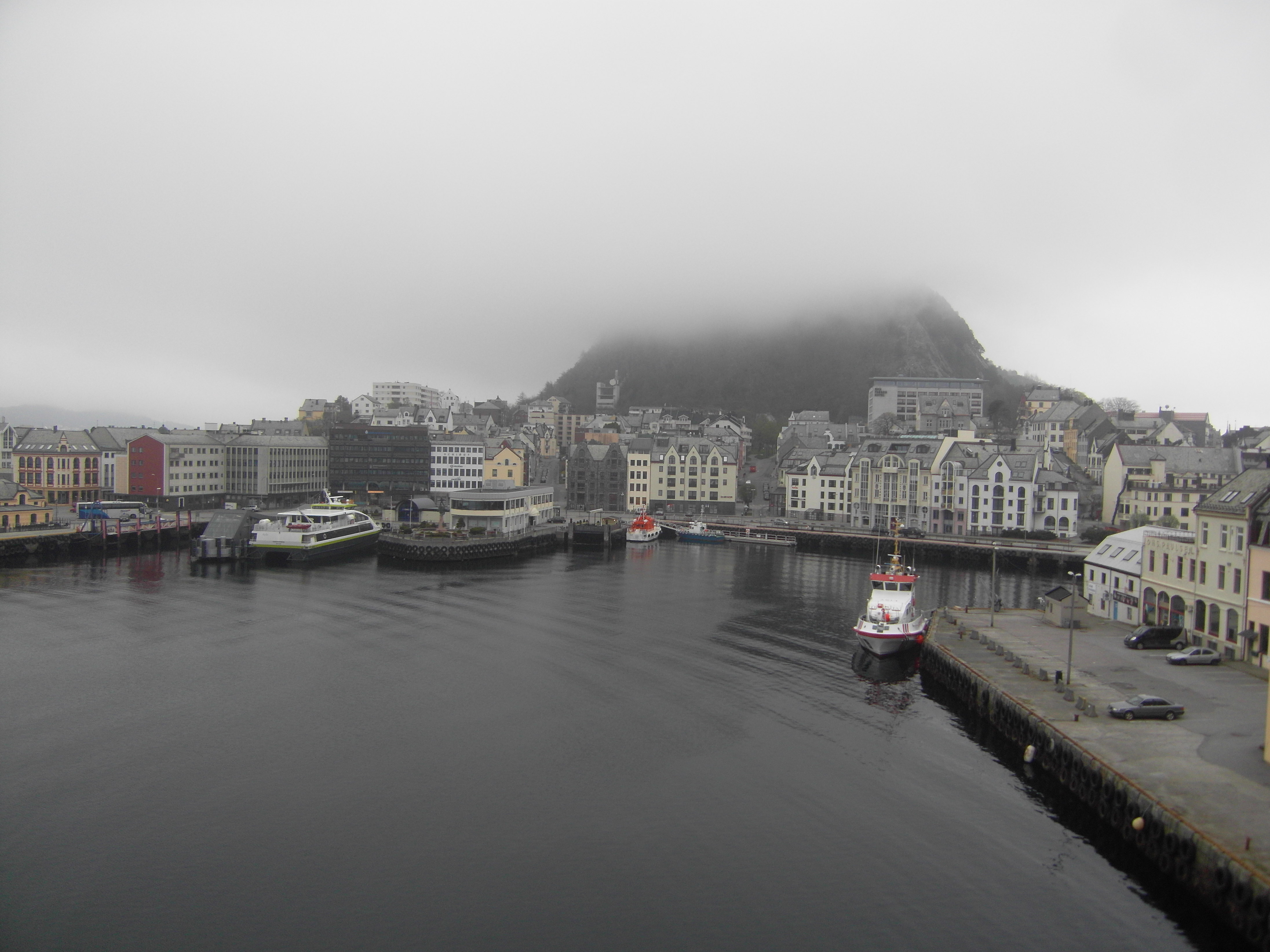
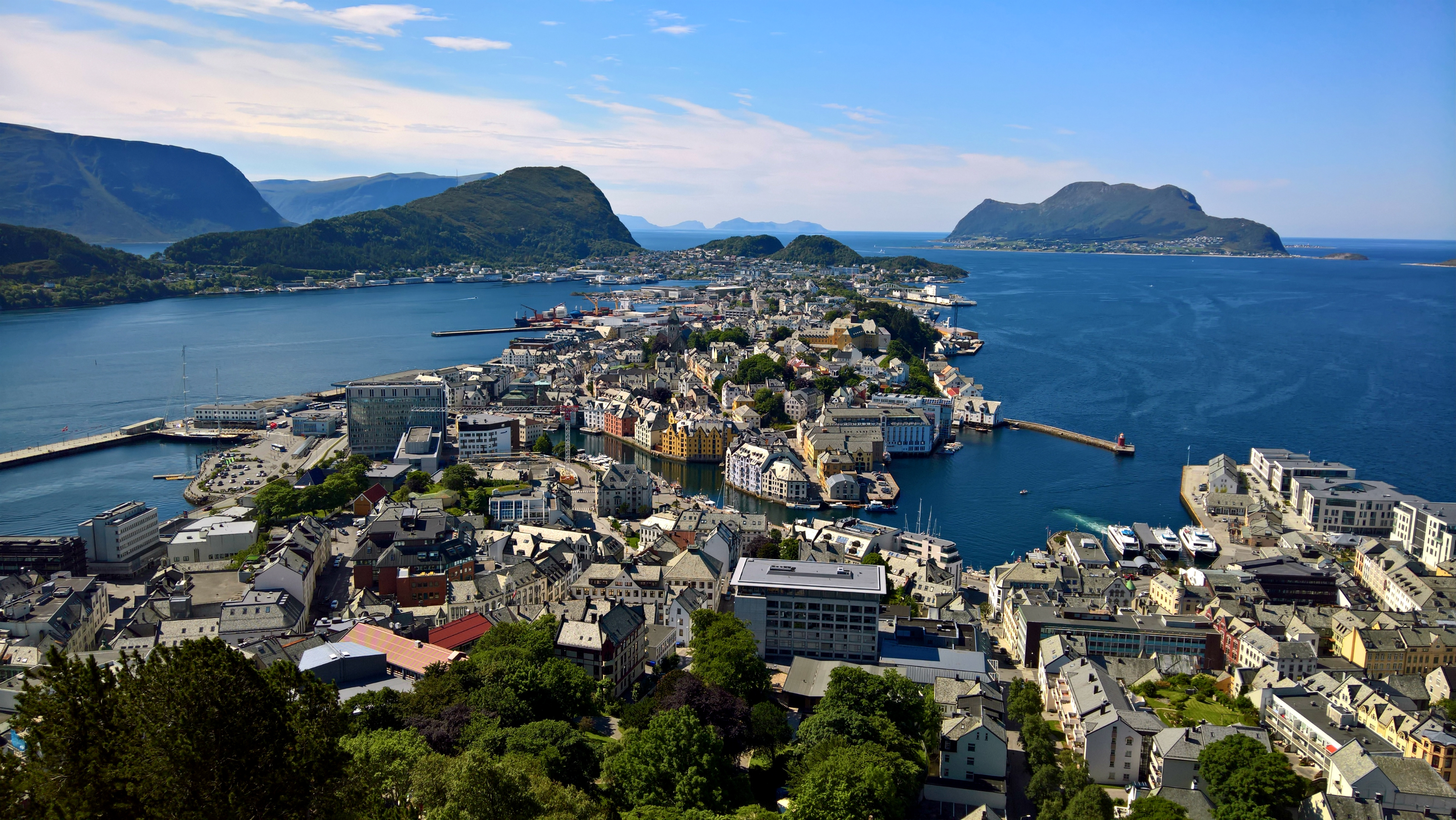
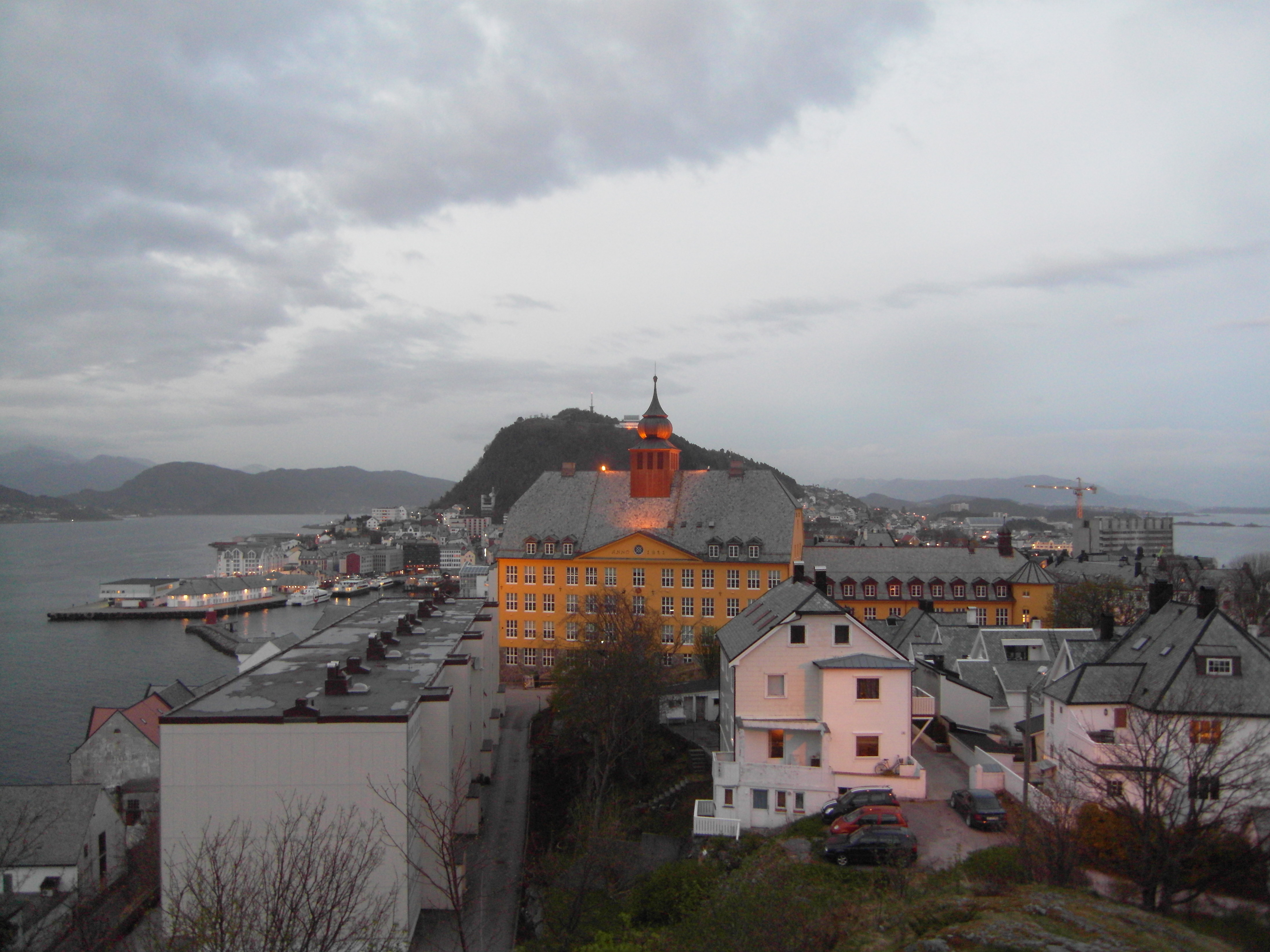
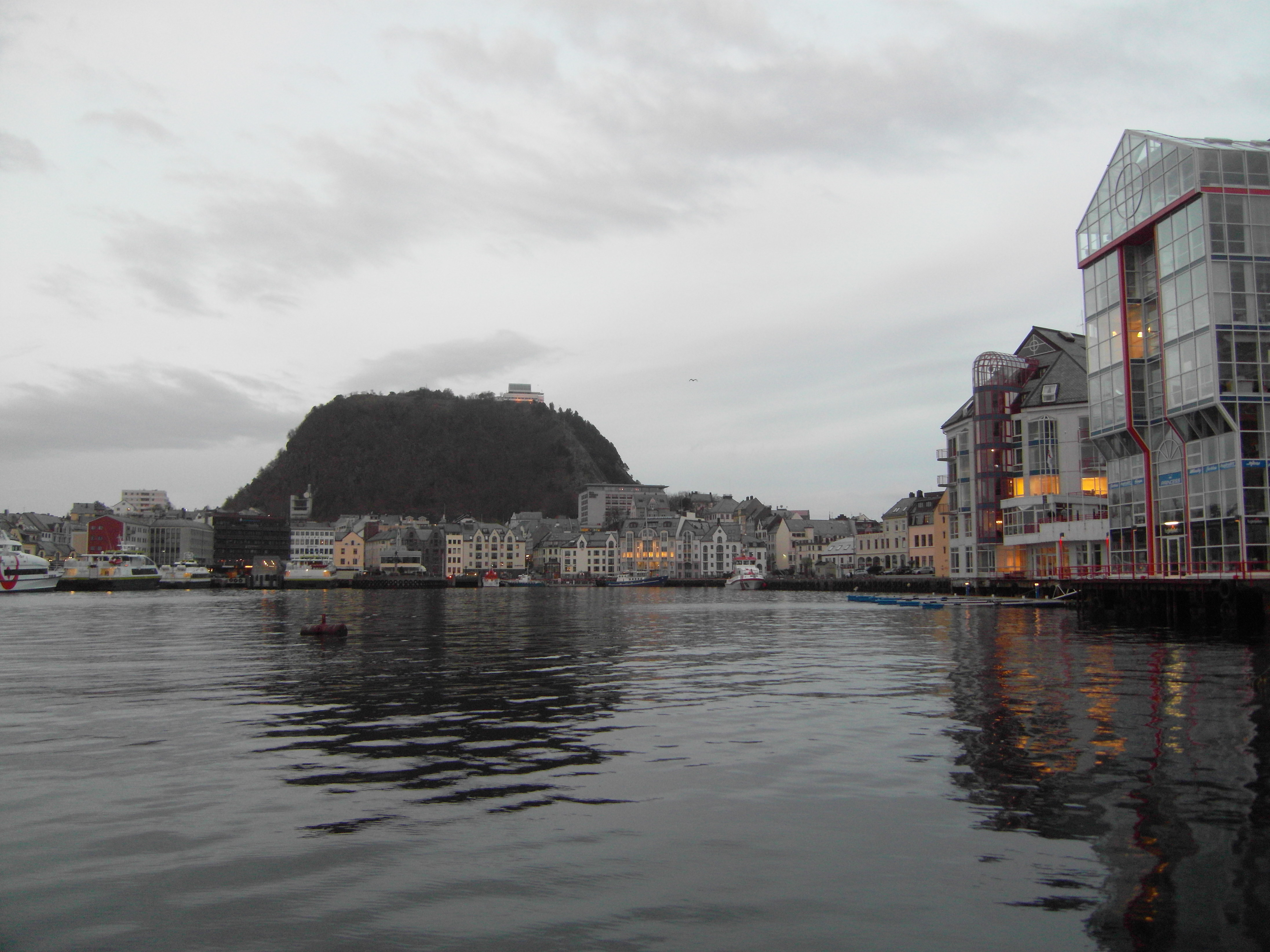
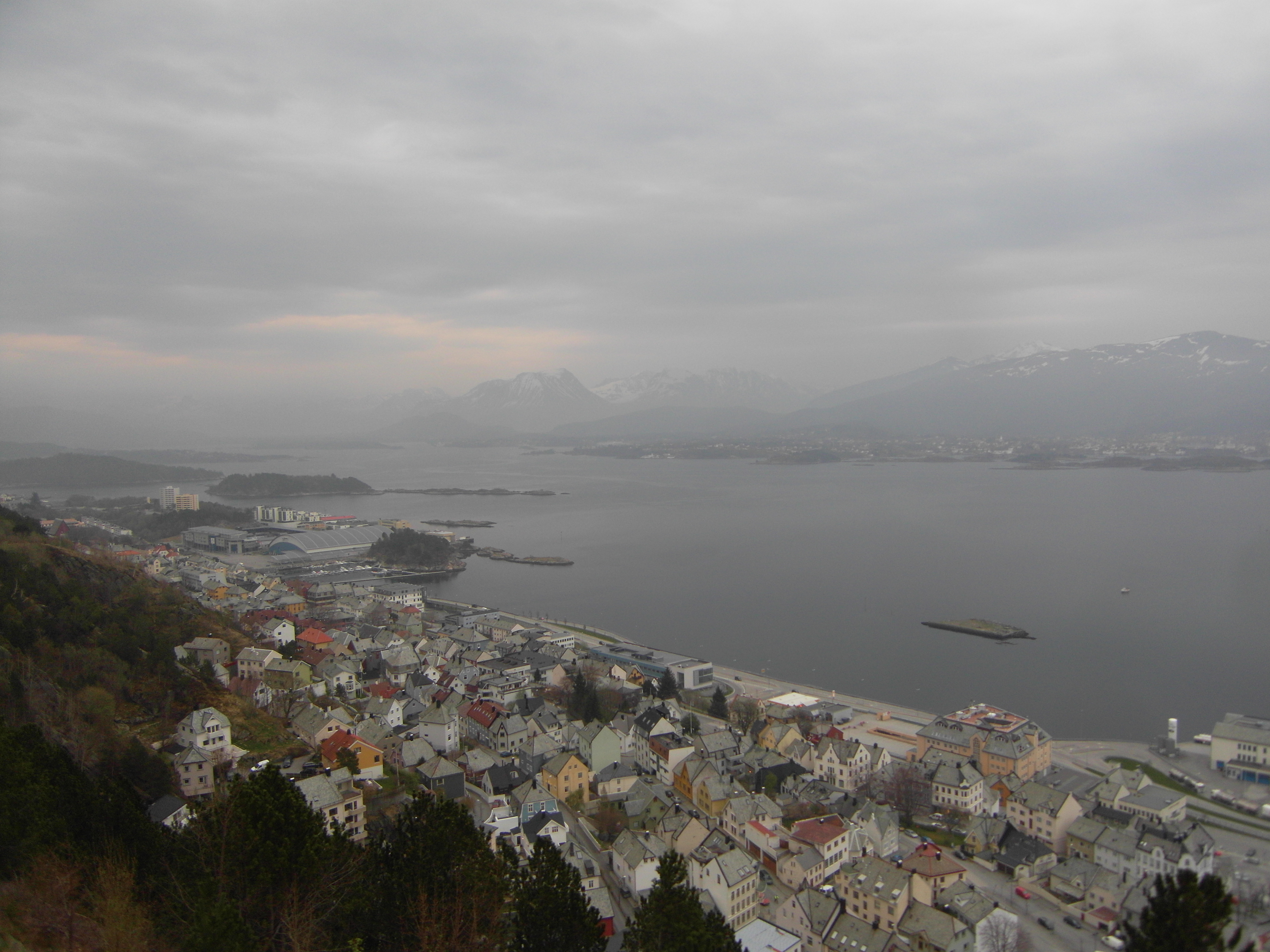

## مراجع

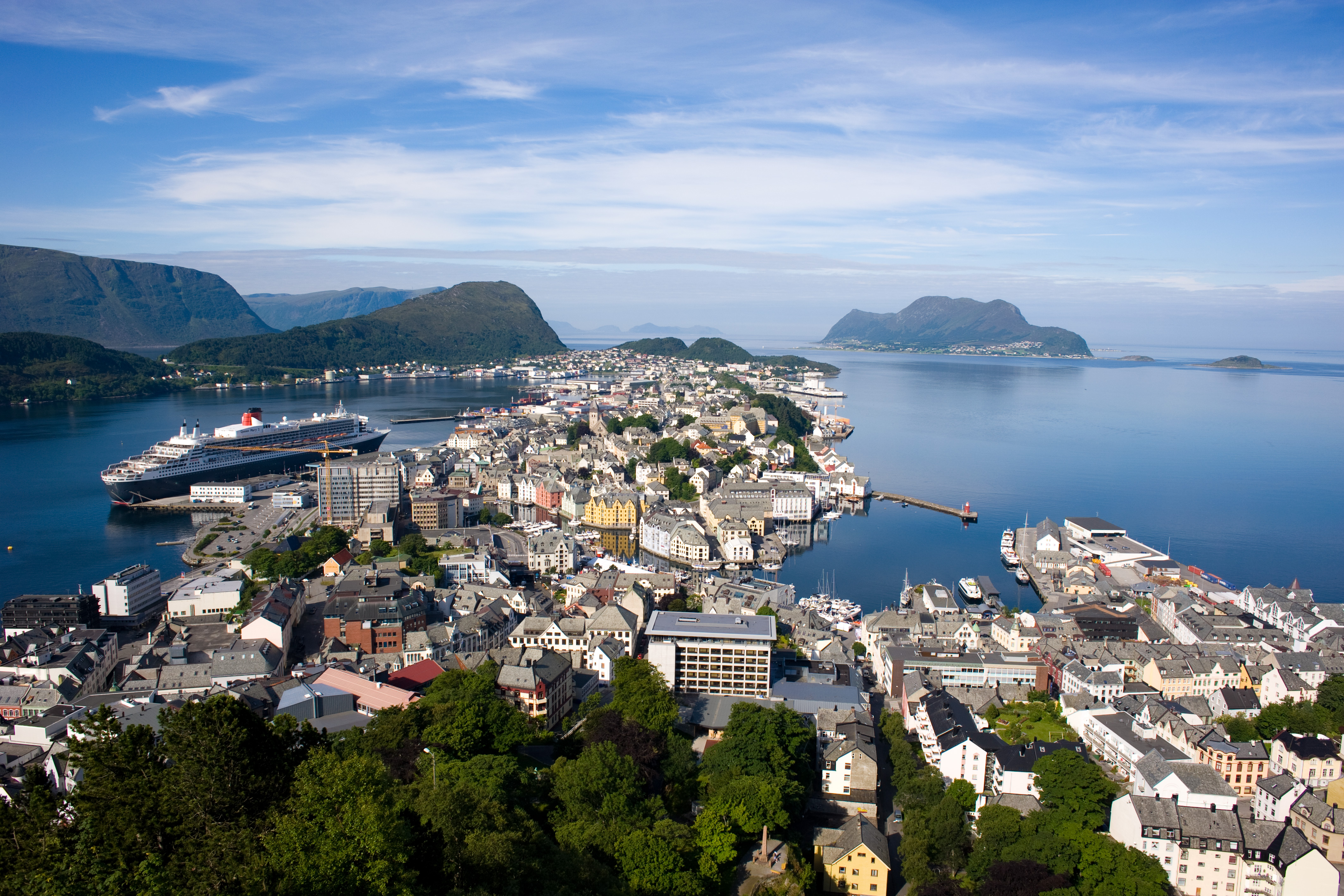
أليسوند أثناء زيارة السفينة آر إم إس كوين ماري 2 لها.

## توأمة
لأوليسوند اتفاقيات توأمة مع كل من:
- لاهتي
- أكوريري
- بلدية فاستيراس
- بورجو موزانو

## أعلام
- آن كريستين آرونس
- تور هونيه أراي
- سيغريد
- بيورن هيلغه رييزه
- هرمان هيلجيسين
- إدوارد موزر